# Пигас, Вадим Владимирович
Вадим Владимирович Пигас (бел. Вадзім Уладзіміравіч Пігас; род. 8 августа 2001, Минск) — белорусский футболист, защитник клуба «Пари Нижний Новгород» и национальной сборной Беларуси.

## Карьера

### «Ислочь»
Воспитанник футбольной академии борисовского БАТЭ. Первым тренером был Алексей Сергеевич Скосырский. В 2019 году стал выступать за дублирующий состав борисовского клуба, вместе с которым стал чемпионом первенства дублёров. На протяжении 2 сезонов был одним из ключевых игроков в составе дублирующей команды. В январе 2021 года проходил просмотр в «Ислочи». В феврале 2021 года официально перешёл в клуб. Дебютировал за клуб 3 апреля 2021 года в матче против солигорского «Шахтёра». Вместе с клубом вышел в финал Кубка Беларуси, где 23 мая 2021 года уступили борисовскому БАТЭ, однако сам футболист остался на скамейке запасных. Первую половину сезона провёл преимущественно на скамейке запасных, выходя на замены под конец основного времени матча, однако затем с сентября 2021 года смог закрепиться в основной команде клуба.
В начале 2022 года начинал готовился к новому сезону с основной командой. Первый матч в новом сезоне сыграл 19 марта 2022 года против «Слуцка», выйдя на замену на 32 минуте. Первым результативным действием за клуб отличился 8 июля 2022 года против «Витебска», отдав голевую передачу. Футболист стал лучшим игроком клуба в июле 2022 года. Свой дебютный гол за клуб забил 15 октября 2022 года в матче против могилёвского «Днепра». По итогу сезона вместе с клубом завершил чемпионат на итоговом пятом месте. В своём следующем сезоне 2023 года продолжал выступать за клуб на ключевых ролях, отличившись 3 забитыми голами и 6 результативными передачами во всех турнирах, завершив чемпионат на итоговом четвёртом месте. В январе 2024 года покинул клуб по окончании срока действия контракта.

### «Динамо» Минск
В декабре 2023 года сообщалось, что к футболисту есть интерес со стороны других клубов. В январе 2024 года появилась информация, что в услугах футболиста заинтересовано минское «Динамо». Вскоре официально перешёл в минское «Динамо». Дебютировал за клуб 2 марта 2024 года с матча за Суперкубок Беларуси, выйдя на поле в стартовом составе, где в серии пенальти уступили жодинскому «Торпедо-БелАЗ». Первый матч в чемпионате сыграл 31 марта 2024 года против «Минска», выйдя на замену в начале второго тайма. В июле 2024 года вместе с клубом отправились на квалификационные матчи Лиги чемпионов УЕФА. Первый матч в рамках еврокубкового турнира сыграл 10 июля 2025 года против армянского «Пюника», выйдя на поле в стартовом составе. Однако минское «Динамо» затем отправилось в квалификации Лиги Европы УЕФА, где смогли квалифицироваться в общий этап Лиги конференций УЕФА. Первый матч в общем этапе еврокубкового турнира сыграл 3 октября 2024 года против шотландского клуба «Харт оф Мидлотиан», выйдя на поле в стартовом составе. Дебютным забитым голом за клуб отличился 19 октября 2024 года в матче против мозырской «Славии». Вместе с клубом досрочно стал победителем чемпионата Беларуси. В матче 12 декабря 2024 года против североирландского «Ларна» отличился результативной передачей. По итогу общего этапа Лиги конференций УЕФА вместе с клубом не смог выйти в раунд плей-офф. На протяжении сезона выступал за клуб в роли одного из ключевых игроков, отличившись 2 забитыми голами и результативной передачей во всех турнирах.
Новый сезон начал с победы за Суперкубок Беларуси, где 22 февраля 2025 года победили гродненский «Неман». Первый матч в чемпионате  сыграл 16 марта 2025 года против «Сморгони», выйдя на поле в стартовом составе и отличившись своей первой результативной передачей. Своим первым забитым голом в сезоне отличился 11 мая 2025 года в матче против «Ислочи». В начале июля 2025 года сообщалось, что судовский клуб «Аль-Вахда» готов заплатить за футболиста порядка 1 миллиона евро. В июле 2025 года вместе с клубом отправился на квалификационные матчи Лиги чемпионов УЕФА. Первый матч в рамках еврокубкового турнира сыграл 9 июля 2025 года против болгарского «Лудогорца». По итогу ответной встречи 16 июля 2025 года динамовцы завершили матч в ничейным счётом, однако болгарский «Лудогорца» по общему счёту оказался сильнее и вышел в следующий раунд квалификаций. Во втором квалификационном раунде Лиги конференций УЕФА вместе с клубом уступили албанской «Эгнатии», завершив своё выступление в еврокубковых турнирах. В августе 2025 года появилась информация, что в услугах игрока заинтересованы российские «Пари Нижний Новгород» и «Урал». Всего за минский клуб успел отличиться 3 забитыми голами и 5 голевыми передачами во всех турнирах.

### «Пари Нижний Новгород»
В августе 2025 года прибыл в распоряжение российского клуба «Пари Нижний Новгород» для прохождения медосмотра. Официально 15 августа 2025 года перешёл в нижегородский клуб, с которым подписал трёхлетний контракт.

## Международная карьера
В январе 2018 года футболист вместе с юношеской сборной Беларуси до 17 лет отправился на Кубок Развития. Дебютировал за сборную 22 января 2018 года в матче против Бельгии. По итогу турнира вместе со сборной стал бронзовым призёром. В сентябре 2018 года дебютировал за юношескую сборную Беларуси до 18 лет в товарищеским матчах против Финляндии. В марте 2019 года футболист получил вызов в юношеской сборной Беларуси до 19 лет. Дебютировал за сборную 27 марта 2019 года в матче против Литвы.
В сентябре 2024 года футболист получил вызов в национальную сборную Беларуси. Дебютировал за сборную футболист 15 октября 2024 года в матче Лиги наций УЕФА против сборной Люксембурга, выйдя на поле в стартовом составе.

## Достижения
«Динамо» Минск
- Чемпион Беларуси: 2024
- Обладатель Суперкубка Беларуси: 2025